# Il maestro non c'è
Il maestro non c'è è il quinto album in studio del cantautore italiano Carlo Fava, pubblicato nel 2017.

## Tracce

### CD 1
1. La legge della lode
2. L'onda
3. Golem
4. Settanta
5. Una bellissima ragazza
6. La verità sul caso mio
7. Accade qualcosa di strano
8. Il maestro non c'è
9. Internazionale
10. La sera
11. In caduta libera dall'ottavo piano
12. Il rivale

### CD 2
1. Selfie di schiena
2. Verdura
3. Fassbinder
4. La scaletta del Tiggì